# Lapouze
Lapouze is een klein dorp in de Franse provincie Nouvelle-Aquitaine. Het gehucht bestaat ongeveer uit vijf straten. Het plaatsje Lapouze 
ligt aan de hoofdweg D106 die doorloopt tot het dorpje Chapdeuil, wat in tegenstelling tot Lapouze wel een kerk heeft.